# Zoya Yusova
Zoya Fyodorovna Yusova (em russo:  Зоя Фёдоровна Юсова; Krasnodar, 1 de abril de 1948) é uma ex-jogadora de voleibol da Rússia que competiu pela União Soviética nos Jogos Olímpicos de 1976.
Em 1976, ela fez parte da equipe soviética que conquistou a medalha de prata no torneio olímpico, no qual atuou em cinco partidas.